# Dugače
Dugače is een plaats in de gemeente Bosiljevo in de Kroatische provincie Karlovac. De plaats telt 22 inwoners (2001).